# Türkiye Kupası 1968/69
Die Türkiye Kupası 1968/69 war die 7. Auflage des türkischen Fußball-Pokalwettbewerbes. Der Wettbewerb begann am 9. Oktober 1968 mit der 1. Hauptrunde und endete am 18. Juni 1969 mit dem Rückspiel des Finals. Im Endspiel trafen Göztepe Izmir und Galatasaray Istanbul aufeinander. Galatasaray nahm zum fünften Mal am Finale teil. Für Göztepe war es das zweite Mal.

## 1. Hauptrunde
|                       | Gesamt    |                      | Hinspiel | Rückspiel |
| --------------------- | --------- | -------------------- | -------- | --------- |
| Bandırmaspor          | 0:3       | Denizlispor          | 0:0      | 0:3       |
| Kocaeli Kağıtspor     | 0:2       | Ankara Demirspor     | 0:0      | 0:2       |
| Gençlerbirliği Ankara | 4:1       | Akçaabat Sebatspor   | 2:0      | 2:1       |
| Izmirspor             | (M)1:1(M) | Diyarbakırspor       | 1:0      | 0:1 n. V. |
| Mersin İdman Yurdu    | 1:4       | Bursaspor            | 1:2      | 0:2       |
| Feriköy SK            | (a)1:1(a) | MKE Ankaragücü       | 0:0      | 1:1       |
| Şekerspor             | 4:5       | İstanbulspor         | 2:3      | 2:2       |
| Düzcespor             | 4:6       | Vefa SK              | 2:2      | 2:4       |
| Antalyaspor           | 1:0       | Altınordu Izmir      | 1:0      | 0:0       |
| Kütahyaspor           | (a)5:5(a) | Galatasaray Istanbul | 4:3      | 1:2       |
| Zonguldakspor         | 2:1       | Balıkesirspor        | 2:0      | 0:1       |
| Altay Izmir           | 4:2       | Samsunspor           | 3:0      | 1:2       |
| Eskişehirspor         | 1:0       | Hacettepe            | 1:0      | 0:0       |
| Göztepe Izmir         | 6:0       | Izmir Denizgücü      | 3:0      | 3:0       |
| PTT                   | 3:1       | Beşiktaş Istanbul    | 3:1      | 0:0       |

## 2. Hauptrunde

### Vorrunde
|             | Gesamt |                | Hinspiel | Rückspiel |
| ----------- | ------ | -------------- | -------- | --------- |
| Denizlispor | 4:1    | Diyarbakırspor | 3:0      | 1:1       |

### Hauptrunde
|                       | Gesamt |                      | Hinspiel | Rückspiel |
| --------------------- | ------ | -------------------- | -------- | --------- |
| Zonguldakspor         | 2:6    | PTT                  | 2:2      | 0:4       |
| Eskişehirspor         | 1:3    | Galatasaray Istanbul | 0:1      | 1:2       |
| Denizlispor           | 0:0    | İstanbulspor         | 0:0      | 0:0       |
| Vefa SK               | 0:3    | Altay Izmir          | 0:1      | 0:2       |
| Ankara Demirspor      | 4:3    | Antalyaspor          | 4:0      | 0:3       |
| Bursaspor             | 2:1    | Feriköy SK           | 1:1      | 1:0       |
| Gençlerbirliği Ankara | 0:3    | Göztepe Izmir        | 0:0      | 0:3       |

## Viertelfinale
|                  | Gesamt |                      | Hinspiel | Rückspiel |
| ---------------- | ------ | -------------------- | -------- | --------- |
| İstanbulspor     | 1:2    | Fenerbahçe Istanbul  | 1:2      |           |
| PTT              | 1:4    | Bursaspor            | 0:1      | 1:3       |
| Ankara Demirspor | 4:5    | Göztepe Izmir        | 3:1      | 1:4       |
| Altay Izmir      | 0:4    | Galatasaray Istanbul | 0:2      | 0:2       |

## Halbfinale
|                      | Gesamt |                     | Hinspiel | Rückspiel |
| -------------------- | ------ | ------------------- | -------- | --------- |
| Galatasaray Istanbul | 2:1    | Fenerbahçe Istanbul | 2:1      |           |
| Göztepe Izmir        | 2:1    | Bursaspor           | 1:1      | 1:0       |

## Finale

### Hinspiel
| Paarung              | Göztepe Izmir – Galatasaray Istanbul |
| Ergebnis             | 1:0 (1:0) |
| Datum                | 15. Juni 1969 um 19:30 Uhr |
| Stadion              | Alsancak-Stadion, Izmir |
| Schiedsrichter       | Cezmi Başar |
| Tore                 | 1:0 Ertan Öznür (26.) |
| Göztepe Izmir        | Ali Artuner – Özer Yurteri, Mehmet Işıkal, Mehmet Aydın – Sabahattin Kuruoğlu, Ali İhsan Okçuoğlu, Nihat Yayöz, Gürsel Aksel (65. Dursun Kartal) – Ertan Öznur (65. Halil Kiraz), Mehmet Türken, Fevzi Zemzem Cheftrainer: Adnan Süvari |
| Galatasaray Istanbul | Nihat Akbay – Ali Elveren, Muzaffer Sipahi, Ergün Acuner – Turan Doğangün, Talat Özkarslı, Mehmet Oğuz, Uğur Köken – Gökmen Özdenak, Ayhan Elmastaşoğlu, Metin Oktay Cheftrainer: Tomislav Kaloperović ( Jugoslawien)                   |

### Rückspiel
| Paarung              | Galatasaray Istanbul – Göztepe Izmir |
| Ergebnis             | 1:1 n. V. (1:0, 1:0) |
| Datum                | 18. Juni 1969 um 19:15 Uhr |
| Stadion              | Mithatpaşa-Stadion, Istanbul |
| Schiedsrichter       | Ferdinand Biwersi ( BR Deutschland) |
| Tore                 | 1:0 Ahmet Celovic (23.) 1:1 Nihat Yayöz (99.) |
| Galatasaray Istanbul | Nihat Akbay – Ali Elveren, Muzaffer Sipahi, Ergün Acuner, Akın Aksaçlı (46. Ayhan Elmastaşoğlu) – Turan Doğangün, Talat Özkarslı, Mehmet Oğuz – Ahmet Celović (66. Uğur Köken), Metin Oktay, Gökmen Özdenak Cheftrainer: Tomislav Kaloperović ( Jugoslawien) |
| Göztepe Izmir        | Ali Artuner – Mehmet Işıkal, Özer Yurteri, Sabahattin Kuruoğlu (27. Halil Kiraz), Ali İhsan Okçuoğlu – Mehmet Aydın, Fevzi Zemzem, Nihat Yayöz, Mehmet Türken – Ertan Öznur, Gürsel Aksel Cheftrainer: Adnan Süvari                                          |

## Beste Torschützen
| Rang | Spieler          | Verein               | Tore |
| ---- | ---------------- | -------------------- | ---- |
| 1    | Ersel Altıparmak | Bursaspor            | 5    |
| 1    | Nihat Yayöz      | Göztepe Izmir        | 5    |
| 1    | Fevzi Zemzem     | Göztepe Izmir        | 5    |
| 4    | Metin Oktay      | Galatasaray Istanbul | 4    |
| 4    | Aydın Yelken     | Altay Izmir          | 4    |
| 6    | Feridun Dinç     | Denizlispor          | 3    |
| 6    | Yorgo Kasapoğlu  | İstanbulspor         | 3    |
| 6    | Feridun Köse     | PTT                  | 3    |
| 6    | Ertan Öznur      | Göztepe Izmir        | 3    |
| 6    | Miraç Yeniay     | Ankara Demirspor     | 3    |